# Brouwerij Sierens (Bellem)
Brouwerij Sierens is een voormalige brouwerij gelegen te Bellem en was actief tot 1949.

## Geschiedenis
Brouwer Jozef Sierens (1894-1945) was gehuwd met Adrienne Van De Bon uit Oostkamp en startte een brouwerij bij Bellem-brug, waar zijn grootvader geboren was. Zijn vader Henri Sierens was eveneens brouwer te Nevele.
Naast eigen bier leverde men ook producten van Brouwerij Martens uit Hansbeke die familie was langs moeders zijde van Jozef Sierens namelijk Emma Martens.
Daarnaast was Jozef ook actief in de lokale politiek.
Jozef Sierens overleed in 1945. Kort daarop besloot zijn weduwe het brouwen te staken.